# Spechtensee
Spechtensee är en sjö i Österrike.   Den ligger i förbundslandet Steiermark, i den centrala delen av landet, 180 km väster om huvudstaden Wien. Spechtensee ligger 1 045 meter över havet.
I omgivningarna runt Spechtensee växer i huvudsak blandskog. Runt Spechtensee är det ganska glesbefolkat, med 25 invånare per kvadratkilometer.